# Jelena Välbeová
Jelena Välbeová či poruštěně Vjalbeová (rusky Елена Валерьевна Вяльбе, Jelena Valer'jevna V'aľbe; * 20. dubna 1968 Magadan) je bývalá sovětská a ruská běžkyně na lyžích.
Během své kariéry vytvořila několik rekordů ženského běžeckého lyžování. Dosud nepřekonána zůstává v počtu zlatých medailí z jednoho mistrovství světa, neboť na šampionátu v Trondheimu 1997 získala 5 zlatých medailí. Byla i celkově nejúspěšnější závodnicí všech dob co do počtu primátů z MS, neboť v individuálních závodech na nejvyšší stupínek vystoupila desetkrát a k tomu přidala 4 zlaté ve štafetách, v roce 2017 ji ziskem 18 zlatých medailí překonala Marit Bjørgen. V letech 1987 až 1998 Vjalbeová nasbírala 45 vítězství ve Světovém poháru a držela až do 20. března 2011 ženský rekord, pak ji však překonala Marit Bjørgen. Rekordem je i jejích pět vítězství v celkovém pořadí Světového poháru. Do roku 2003 rovněž držela rekord v počtu výher v jedné sezoně Světového poháru (9 vítězství), překonána byla Bente Skariovou (14 vítězství).
Začala závodit pod rodným jménem Jelena Trubicynová, v roce 1987 se provdala za estonského lyžaře Urmase Välbeho, s kterým se rozvedla v roce 1997. Od roku 2010 je předsedkyní Ruského lyžařského svazu.